# 오쿠마 노부유키 (후작)

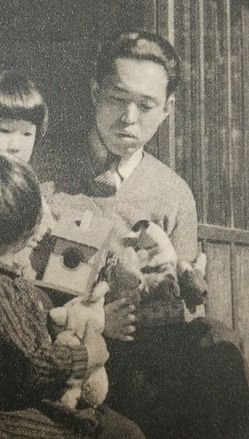
오쿠마 노부유키 (1948년)

오쿠마 노부유키(大隈信幸, 1910년 5월 20일 ~ 2004년 2월 28일)는 일본의 정치인, 외교관, 그리고 화족(후작)이다. 메이지 시대의 대정치인 오쿠마 시게노부의 양손자이자, 전후 일본의 정치와 외교 현장에서 활약한 화족 출신 정치인(참의원 의원)·외교관으로서 각국 대사(콜롬비아 주재 특명전권대사, 가나 주재 특명전권대사)로서 일본의 국제 관계에도 기여했다.
| 전임 오쿠마 노부쓰네 | 제3대 오쿠마 후작가 당주 1947년 | 후임 화족 제도 폐지 |